# 대구성서초등학교
대구성서초등학교는 대한민국 대구광역시 달서구 이곡동에 있는 공립 초등학교이다.

## 학교 연혁
- 1931년 10월 2일 달성군 성서공립보통학교(4년제) 개교설립인가 8월 31일
- 1938년 4월 1일 성서공립심상소학교로 개칭[1]
- 1940년 4월 1일 6년제 인가
- 1941년 4월 1일 성서공립국민학교로 개칭[2]
- 1981년 7월 1일 대구직할시로 편입[3](대구성서국민학교)
- 1981년 10월 2일 개교 50주년 기념행사(가을체육대회 개최, 시계탑 건립)
- 1986년 3월 10일 병설유치원 개원(설립인가 2월 18일)
- 1995년 2월 4일 방음벽 준공(98m)
- 1996년 3월 1일 대구성서초등학교로 개칭[4]
- 1996년 7월 30일 강당 준공
- 1996년 10월 30일 정심관(체육관) 준공
- 2002년 8월 19일 과학실 증설(1실)
- 2003년 1월 11일 후관 교실(16실)
- 2003년 2월 20일 발명교실 개관
- 2004년 8월 1일 학교환경 개선 사업
- 2005년 3월 1일 녹색학교 조성 사업
- 2006년 10월 26일 목련 도서관 개관
- 2007년 5월 18일 운동장 생활체육시설 준공식
- 2020년 9월 1일 제34대 정종만 교장 부임
- 2021년 2월 10일 제87회 졸업식(45명, 계 16,018명)
- 2021년 3월 1일 15(1)학급 317명
- 2022년 2월 9일 제88회 졸업식(53명, 계 16,018명)
- 2022년 3월 1일 15(1)학급 310명

## 통학 구역
- 달서구 장기동 1통～6통
- 달서구 용산2동 1통～3통(평화타운)
- 달서구 이곡1동 1통～3통, 5통~6통(성서4주공), 5통9반(성서4주공 포함), 6통7반, 7통(와룡타운), 7통12반중 1252~1252-3, 1252-7, 1254, 8통1반~12반(와룡타운), 9통(성서2차화성타운), 9통10반중 1300-2, 28통
- 달서구 이곡2동 20통～22통
- 달서구 월성2동 34통 2반~6반(공단지역)

## 상징
- 교화(校花) - 백목련 : 낙엽수, 관목으로 7-8m 정도 성장하며 꽃망울은 약으로 쓰이며 줄기는 가구 제작에 쓰임, 순박, 청초, 결백, 우아, 순결, 청렴을 상징한다.
- 교목(校木) - 플라타너스 : 낙엽수로 20-30m 정도 성장하며 가로수나 관상수로 이용, 운동장 남쪽의 2그루는 이 학교의 연륜과 비슷하다. 강건, 발전, 인내, 장수를 상징한다.

## 같이 보기
- 개구리 소년 사건

## 참고 자료
- 대구성서초등학교 - 한국교육학술정보원 학교알리미